# Ulanhot
Ulanhot, tidigare känd som Wangyehmiao, är en stad på häradsnivå och huvudort i det mongoliska förbundet Hinggani den autonoma regionen Inre Mongoliet i norra Kina. Den ligger omkring 1 000 kilometer nordost om regionhuvudstaden Hohhot.
Staden hette tidigare Wangyehmiao efter ett tempel i orten, men i samband med att den autonoma regionen Inre Mongoliet bildades bytte staden namn 1947 till Ulanhot, vilket betyder den "röda staden" på mongoliska.